# Gare de Couzon-au-Mont-d'Or
La gare de Couzon-au-Mont-d'Or est une gare ferroviaire française de la ligne de Paris-Lyon à Marseille-Saint-Charles, située sur le territoire de la commune de Couzon-au-Mont-d'Or, dans la métropole de Lyon, en région Auvergne-Rhône-Alpes.
C'est une halte voyageurs de la Société nationale des chemins de fer français (SNCF), desservie par des trains TER Auvergne-Rhône-Alpes.

## Situation ferroviaire
La gare de Couzon-au-Mont-d'Or est située au point kilométrique (PK) 496,596 de la ligne de Paris-Lyon à Marseille-Saint-Charles entre les gares ouvertes d'Albigny - Neuville (s'intercale la halte fermée d'Albigny) et de Collonges - Fontaines (s'intercale la halte fermée de Saint-Romain-au-Mont-d'Or).

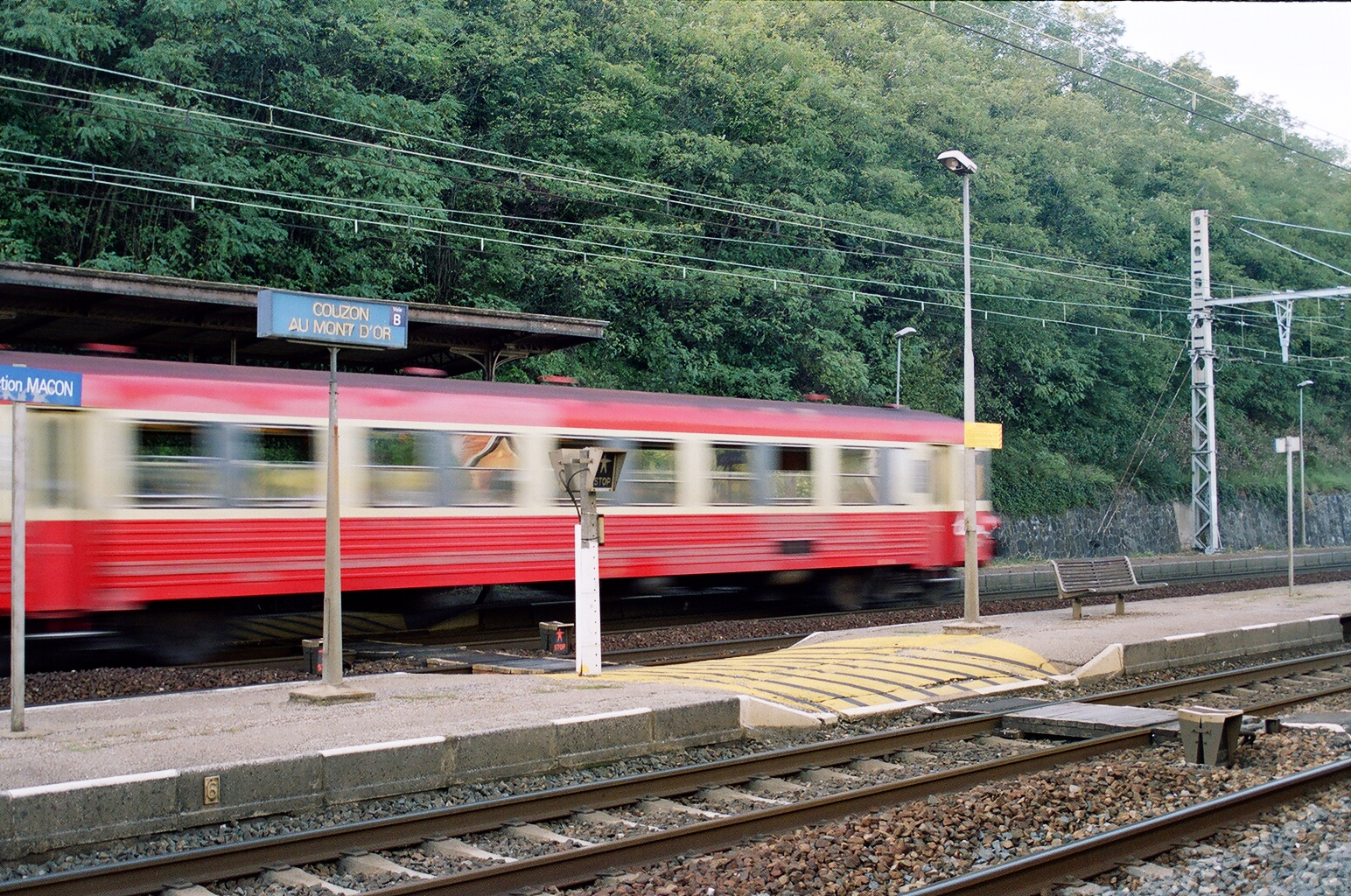
Un autorail Lyon - Paray-le-Monial en transit à Couzon sur voie D

Elle est établie à 175 mètres d'altitude.

## Histoire
La « station de Couzon » est mise en service le 10 juillet 1854 par la Compagnie du chemin de fer de Paris à Lyon (PL), lorsqu'elle ouvre à l'exploitation la section de Chalon (Saint-Côme) à Lyon (Vaise) de sa ligne de Paris à Lyon.
À l'époque de la compagnie des chemins de fer de Paris à Lyon et à la Méditerranée (PLM), elle a été longtemps très utilisée, notamment par les « trains ouvriers », avec une certaine activité marchandises. En 1953, l'électrification et l'automatisation de la ligne Paris-Lyon-Marseille entrainèrent la suppression d'un poste d'aiguillage et de cinq postes d'aiguilleurs.
Elle a été utilisée quelques fois par le président de la République française René Coty et son épouse se rendant au château de Vizille.

## Fréquentation
Selon les estimations de la SNCF, la fréquentation annuelle de la gare s'élève aux nombres indiqués dans le tableau ci-dessous.
| Année     | 2015   | 2016   | 2017   | 2018   | 2019   | 2020   | 2021   | 2022   | 2023   |
| --------- | ------ | ------ | ------ | ------ | ------ | ------ | ------ | ------ | ------ |
| Voyageurs | 39 429 | 39 264 | 36 115 | 40 076 | 56 195 | 35 181 | 52 265 | 69 501 | 69 491 |

## Service des voyageurs

### Accueil
C'est un point d'arrêt non géré (PANG) à entrée libre. Des consignes individuelles vélos en libre accès sont disponibles
Un passage à niveau planchéié permet la traversée des voies et l'accès aux quais.

### Desserte
Seuls s'arrêtent à Couzon les TER de la relation Vienne - Lyon-Perrache - Villefranche-sur-Saône, cadencés sur une base horaire ou demi-horaire, ce qui représente 20 services dans chaque sens du lundi au vendredi.
Les liaisons directes avec Lyon-Part-Dieu (via Lyon-Saint-Clair) ont été supprimées lors de la mise en service du cadencement le 9 décembre 2007.